# Elezioni comunali in Veneto del 1999
Il 13 giugno 1999 (con ballottaggio il 27 giugno) in Veneto si tennero le elezioni per il rinnovo di numerosi consigli comunali.

## Venezia

### Cavarzere
| Candidati e Liste               | Voti   | %      | Seggi |
| ------------------------------- | ------ | ------ | ----- |
| Pier Luigi Parisotto            | 4.892  | 47,08  | -     |
| Forza Italia                    | 1.141  | 12,87  | 4     |
| Centro Cristiano Democratico    | 985    | 11,11  | 3     |
| Cambiare Cavarzere              | 947    | 10,68  | 3     |
| Alleanza Nazionale              | 841    | 9,48   | 2     |
| Costante Longo                  | 4.268  | 41,08  | 1     |
| Democratici di Sinistra         | 2.213  | 24,96  | 4     |
| Rifondazione Comunista          | 809    | 9,12   | 1     |
| Partito Popolare Italiano       | 468    | 5,28   | 1     |
| Socialisti Democratici Italiani | 284    | 3,20   | -     |
| Maurizio Braga                  | 689    | 6,63   | 1     |
| Gruppo Socialista Cavarzerano   | 674    | 7,60   | -     |
| Alcide Crepaldi                 | 541    | 5,21   | -     |
| Democratici Cristiani           | 505    | 5,70   | -     |
| Totale alle liste               | 8.867  | 100,00 | 18    |
| TOTALE                          | 10.390 | 100,00 | 20    |

### Portogruaro
| Candidati e Liste                  | Voti   | %      | Seggi |
| ---------------------------------- | ------ | ------ | ----- |
| Gastone Rabbachin                  | 5.793  | 39,05  | -     |
| Portogruaro che Vogliamo           | 3.966  | 30,41  | 10    |
| Socialisti Democratici Italiani    | 956    | 7,33   | 2     |
| Giovanni Geremia                   | 4.570  | 30,81  | 1     |
| Forza Italia                       | 2.529  | 19,39  | 3     |
| Alleanza Nazionale                 | 1.520  | 11,66  | 1     |
| Renzo Mazzon                       | 2.458  | 16,57  | 1     |
| Porto Viva                         | 2.203  | 16,89  | 1     |
| Ermes Drigo                        | 1.019  | 6,87   | 1     |
| Rifondazione Comunista             | 934    | 7,16   | -     |
| Emilia Vida Pigafetta              | 759    | 5,12   | -     |
| Lega Nord                          | 717    | 5,50   | -     |
| Giovanni Franco Foti               | 235    | 1,58   | -     |
| Movimento Sociale Fiamma Tricolore | 216    | 1,66   | -     |
| Totale alle liste                  | 13.041 | 100,00 | 17    |
| TOTALE                             | 14.834 | 100,00 | 20    |

### Scorzè
| Candidati e Liste                                                       | Voti   | %      | Seggi |
| ----------------------------------------------------------------------- | ------ | ------ | ----- |
| Romano Centomo                                                          | 3.813  | 35,79  | -     |
| Partito Popolare Italiano                                               | 1.597  | 17,97  | 6     |
| Democratici di Sinistra                                                 | 821    | 9,24   | 3     |
| Nuova Democrazia Autonomia Veneta-Veneto Nord Est-Padroni a Casa Nostra | 726    | 8,17   | 3     |
| Flavio Michieletto                                                      | 3.454  | 32,42  | 1     |
| Forza Italia                                                            | 1.376  | 15,48  | 2     |
| Cristiani Democratici Uniti                                             | 735    | 8,27   | 1     |
| Centro Cristiano Democratico                                            | 506    | 5,69   | -     |
| Alleanza Nazionale                                                      | 332    | 3,74   | -     |
| Clara Caverzan                                                          | 2.974  | 27,92  | 1     |
| Lega Nord                                                               | 1.597  | 17,97  | 3     |
| Federazione dei Verdi-Settima Onda                                      | 439    | 4,94   | -     |
| Unione Civica Rinnovamento                                              | 394    | 4,43   | -     |
| Maurizio Fornasiero                                                     | 206    | 1,93   | -     |
| Liga Veneta Repubblica                                                  | 179    | 2,01   | -     |
| Paolo Scavezzon                                                         | 206    | 1,93   | -     |
| Frazioni-Rinnovare Scorzè                                               | 186    | 2,09   | -     |
| Totale alle liste                                                       | 8.888  | 100,00 | 18    |
| TOTALE                                                                  | 10.653 | 100,00 | 20    |

### Spinea
| Candidati e Liste                                                        | Voti   | %      | Seggi |
| ------------------------------------------------------------------------ | ------ | ------ | ----- |
| Claudio Tessari                                                          | 6.478  | 42,81  | -     |
| Forza Italia                                                             | 2.564  | 18,98  | 6     |
| Uniti per Cambiare                                                       | 2.095  | 15,51  | 4     |
| Frazioni Assieme per Spinea                                              | 942    | 6,97   | 2     |
| Franco Giammanco                                                         | 5.891  | 38,93  | 1     |
| Democratici di Sinistra                                                  | 3.115  | 23,06  | 4     |
| Rifondazione Comunista                                                   | 674    | 4,99   | 1     |
| Socialisti Democratici Italiani                                          | 661    | 4,89   | -     |
| Federazione dei Verdi                                                    | 497    | 3,68   | -     |
| Popolari e Democratici (Partito Popolare Italiano-Rinnovamento Italiano) | 458    | 3,39   | -     |
| Francesco Da Lio                                                         | 1.210  | 8,00   | 1     |
| I Democratici                                                            | 1.090  | 8,07   | -     |
| Valter De Gobbi                                                          | 1.000  | 6,61   | 1     |
| Lega Nord                                                                | 909    | 6,73   | -     |
| Pietro Curreli                                                           | 554    | 3,66   | -     |
| Liga Veneta Repubblica                                                   | 506    | 3,75   | -     |
| Totale alle liste                                                        | 13.511 | 100,00 | 17    |
| TOTALE                                                                   | 15.133 | 100,00 | 20    |

## Padova

### Padova
| Candidati e Liste                     | Voti    | %      | Seggi |
| ------------------------------------- | ------- | ------ | ----- |
| Giustina Mistrello                    | 54.350  | 42,22  | -     |
| Forza Italia                          | 21.487  | 19,27  | 12    |
| Insieme per Padova                    | 12.528  | 11,24  | 6     |
| Alleanza Nazionale                    | 11.470  | 10,29  | 6     |
| Centro Cristiano Democratico          | 1.720   | 1,54   | -     |
| Regione Veneto a Statuto Speciale     | 768     | 0,69   | -     |
| Flavio Zanonato                       | 53.552  | 41,60  | 1     |
| Democratici di Sinistra               | 18.267  | 16,38  | 6     |
| Comunisti Italiani                    | 9.009   | 8,08   | 3     |
| I Democratici                         | 8.055   | 7,22   | 2     |
| Partito Popolare Italiano             | 6.317   | 5,67   | 2     |
| Verdi per la Pace                     | 2.804   | 2,51   | 1     |
| Luciano Gasperini                     | 6.260   | 4,86   | 1     |
| Lega Nord                             | 4.958   | 4,45   | -     |
| 18006 Padova                          | 458     | 0,41   | -     |
| Silvio Scanagatta                     | 3.605   | 2,80   | -     |
| Cristiano Democratici Veneti          | 989     | 0,89   | -     |
| Partito Socialista                    | 840     | 0,75   | -     |
| Veneto Nord Est                       | 789     | 0,71   | -     |
| Salute e Territorio                   | 523     | 0,47   | -     |
| Cesare Ottolini                       | 2.726   | 2,12   | -     |
| Rifondazione Comunista                | 2.634   | 2,36   | -     |
| Luca Casarini                         | 1.806   | 1,40   | -     |
| Non Solo Verdi Non Solo Rossi         | 1.742   | 1,56   | -     |
| Riccardo Ronchitelli                  | 1.489   | 1,16   | -     |
| Socialisti Democratici Italiani       | 1.438   | 1,29   | -     |
| Paolo Mocavero                        | 1.450   | 1,13   | -     |
| Forza Nuova                           | 1.386   | 1,24   | -     |
| Nevio Casertano                       | 1.304   | 1,01   | -     |
| Liga Veneta Repubblica                | 1.248   | 1,12   | -     |
| Mario Levante                         | 723     | 0,56   | -     |
| Veneto Libero Padova Comitati No Tram | 677     | 0,61   | -     |
| Sergio Celin                          | 712     | 0,55   | -     |
| Lista per Padova Verde Tricolore      | 658     | 0,59   | -     |
| Alessandro Berlese                    | 573     | 0,45   | -     |
| Buongoverno per Padova                | 552     | 0,50   | -     |
| Alberto Antonio Pero                  | 190     | 0,15   | -     |
| Partito Umanista                      | 178     | 0,16   | -     |
| Totale alle liste                     | 111.495 | 100,00 | 38    |
| TOTALE                                | 128.740 | 100,00 | 40    |

### Monselice
| Candidati e Liste                                                | Voti   | %      | Seggi |
| ---------------------------------------------------------------- | ------ | ------ | ----- |
| Fabio Conte                                                      | 3.704  | 32,32  | -     |
| Forza Italia                                                     | 1.106  | 11,29  | 4     |
| Alleanza Nazionale                                               | 1.089  | 11,11  | 3     |
| Iniziativa Popolare per Monselice                                | 630    | 6,43   | 2     |
| Centro Cristiano Democratico                                     | 372    | 3,80   | 1     |
| Paolo Mingardo                                                   | 2.707  | 23,62  | 1     |
| Insieme per Monselice                                            | 980    | 10,00  | 1     |
| Cristiano Democratici Veneti                                     | 914    | 9,33   | 1     |
| Partito Popolare Italiano                                        | 452    | 4,61   | -     |
| Doriano Breggié                                                  | 2.387  | 20,83  | 1     |
| Monselice Viva-Democratici di Sinistra                           | 1.059  | 10,81  | 1     |
| Girasole Società Solidale-Ambiente-Cooperazione contro la Guerra | 606    | 6,18   | 1     |
| I Democratici                                                    | 373    | 3,81   | -     |
| Marcello Lunghi                                                  | 1.193  | 10,41  | 1     |
| L'Altra Monselice                                                | 543    | 5,54   | -     |
| Liga Veneta Repubblica                                           | 392    | 4,00   | -     |
| Riccardo Ghidotti                                                | 776    | 6,77   | 1     |
| Monselice Civica                                                 | 644    | 6,57   | 1     |
| Beppino Zerbetto                                                 | 694    | 6,06   | 1     |
| Lega Nord                                                        | 640    | 6,53   | -     |
| Totale alle liste                                                | 9.800  | 100,00 | 15    |
| TOTALE                                                           | 11.461 | 100,00 | 20    |

### Piove di Sacco
| Candidati e Liste                 | Voti   | %      | Seggi |
| --------------------------------- | ------ | ------ | ----- |
| Carlo Valerio                     | 3.595  | 31,81  | -     |
| Forza Italia                      | 2.046  | 20,93  | 8     |
| Alleanza Nazionale                | 1.137  | 11,63  | 4     |
| Lino Conte                        | 3.010  | 26,63  | 1     |
| Popolari per Piove di Sacco       | 1.934  | 19,79  | 3     |
| Centro Democratico Della Saccisca | 601    | 6,15   | -     |
| Giorgio Bove                      | 2.534  | 22,42  | 1     |
| Democratici di Sinistra           | 1.017  | 10,41  | 1     |
| I Democratici                     | 530    | 5,42   | 1     |
| Socialisti Democratici Italiani   | 246    | 2,52   | -     |
| Federazione dei Verdi             | 214    | 2,19   | -     |
| Aurelio Galuppo                   | 933    | 8,26   | 1     |
| Lega Nord                         | 892    | 9,13   | -     |
| Antonio Barella                   | 480    | 4,25   | -     |
| Rifondazione Comunista            | 454    | 4,64   | -     |
| Rolando Dorigo                    | 443    | 3,92   | -     |
| Piove 2000                        | 423    | 4,33   | -     |
| Totale alle liste                 | 10.885 | 100,00 | 15    |
| Agostino Chinello                 | 306    | 2,71   | -     |
| Liga Veneta Repubblica            | 280    | 2,86   | -     |
| Totale alle liste                 | 9.774  | 100,00 | 17    |
| TOTALE                            | 11.301 | 100,00 | 20    |

### Selvazzano Dentro
| Candidati e Liste               | Voti   | %      | Seggi |
| ------------------------------- | ------ | ------ | ----- |
| Gino Borella                    | 5.699  | 45,83  | -     |
| Forza Italia                    | 2.385  | 22,40  | 6     |
| Progetto per Selvazzano         | 1.819  | 17,08  | 4     |
| Buongoverno per Selvazzano      | 694    | 6,52   | 1     |
| Giovanna Benucci                | 4.091  | 32,90  | 1     |
| Democratici di Sinistra         | 1.428  | 13,41  | 3     |
| I Democratici                   | 1.257  | 11,80  | 2     |
| Selvazzano Insieme              | 387    | 3,63   | -     |
| Comunisti Italiani              | 260    | 2,44   | -     |
| Giorgio Zoppello                | 951    | 7,65   | 1     |
| Lega Nord                       | 891    | 8,37   | -     |
| Bruno Saponaro                  | 607    | 4,88   | 1     |
| Selvazzano Nuova                | 537    | 5,04   | -     |
| Ezio Moretto                    | 552    | 4,44   | -     |
| Federazione dei Verdi           | 174    | 1,63   | -     |
| Rifondazione Comunista          | 166    | 1,56   | -     |
| Socialisti Democratici Italiani | 139    | 1,31   | -     |
| Fausto Martini                  | 536    | 4,31   | 1     |
| Partito Popolare Italiano       | 512    | 4,81   | -     |
| Totale alle liste               | 10.649 | 100,00 | 16    |
| TOTALE                          | 12.436 | 100,00 | 20    |

### Vigonza
| Candidati e Liste                               | Voti   | %      | Seggi |
| ----------------------------------------------- | ------ | ------ | ----- |
| Guido Carraro                                   | 5.002  | 41,51  | -     |
| Forza Italia                                    | 1.745  | 15,87  | 5     |
| Alleanza Nazionale-Centro Cristiano Democratico | 1.497  | 13,61  | 4     |
| Progetto Vigonza                                | 1.163  | 10,58  | 3     |
| Ivo Righetto                                    | 2.777  | 23,04  | 1     |
| Democratici di Sinistra                         | 1.161  | 10,56  | 2     |
| Civica per Vigonza                              | 810    | 7,37   | 1     |
| I Democratici                                   | 523    | 4,76   | -     |
| Antonino Stivanello                             | 1.614  | 13,39  | 1     |
| Partito Popolare Italiano                       | 1.562  | 14,20  | 1     |
| Pietro Giovannoni                               | 970    | 8,05   | 1     |
| Lega Nord                                       | 952    | 8,66   | -     |
| Mario Della Mea                                 | 662    | 5,49   | 1     |
| Veneto Nord Est                                 | 594    | 5,40   | -     |
| Nadia Lorgiola Agostini                         | 547    | 4,54   | -     |
| Rifondazione Comunista                          | 526    | 4,78   | -     |
| Dante Magarotto                                 | 479    | 3,97   | -     |
| Liga Veneta Repubblica                          | 464    | 4,22   | -     |
| Totale alle liste                               | 10.997 | 100,00 | 16    |
| TOTALE                                          | 12.051 | 100,00 | 20    |

## Rovigo

### Adria
| Candidati e Liste               | Voti   | %      | Seggi |
| ------------------------------- | ------ | ------ | ----- |
| Sandro Gino Spinello            | 8.264  | 59,41  | -     |
| Democratici di Sinistra         | 2.623  | 20,30  | 4     |
| Socialisti Democratici Italiani | 1.815  | 14,05  | 3     |
| Partito Popolare Italiano       | 1.658  | 12,83  | 3     |
| Rifondazione Comunista          | 895    | 6,93   | 1     |
| Progetto Nuovo                  | 885    | 6,85   | -     |
| Aldo Rondina                    | 4.923  | 35,39  | 1     |
| Forza Italia                    | 2.885  | 22,33  | 4     |
| Centro Cristiano Democratico    | 757    | 5,86   | 1     |
| Alleanza Nazionale              | 726    | 5,62   | 1     |
| Guido Raule                     | 723    | 5,20   | 1     |
| Lega Nord                       | 675    | 5,22   | -     |
| Totale alle liste               | 12.919 | 100,00 | 18    |
| TOTALE                          | 13.910 | 100,00 | 20    |

### Occhiobello
|                               | Daniele Chiarioni ✔️ Sindaco | Lista civica | 4 146 | 62,61 | 11 |  |  |  |  |
|                               | Tassi Alberto                | Lista civica | 1 946 | 29,39 | 4  |  |  |  |  |
|                               | Sauro Buoso                  | Lega Nord    | 530   | 8,00  | 1  |  |  |  |  |
| Totale                        | Totale                       |              | 6 622 | 100   | 16 |  |  |  |  |
|                               |                              |              |       |       |    |  |  |  |  |
| Fonte: Ministero dell'interno |                              |              |       |       |    |  |  |  |  |

## Treviso

### Paese
| Candidati e Liste               | Voti   | %      | Seggi |
| ------------------------------- | ------ | ------ | ----- |
| Vigilio Pavan                   | 6.827  | 62,99  | -     |
| Lega Nord                       | 2.843  | 34,84  | 8     |
| Insieme per Paese               | 1.376  | 16,86  | 3     |
| Liberi e Forti                  | 642    | 7,87   | 1     |
| Roberto Foffani                 | 3.621  | 32,04  | 1     |
| Paese per le Libertà            | 1.475  | 18,07  | 3     |
| Centro Popolare Paese           | 1.153  | 14,13  | 3     |
| Alleanza di Progresso per Paese | 672    | 8,23   | 1     |
| Totale alle liste               | 8.161  | 100,00 | 19    |
| TOTALE                          | 10.839 | 100,00 | 20    |

### Villorba
| Candidati e Liste                         | Voti   | %      | Seggi |
| ----------------------------------------- | ------ | ------ | ----- |
| Lino Torresan                             | 2.730  | 26,95  | -     |
| Forza Italia-Centro Cristiano Democratico | 1.417  | 16,55  | 8     |
| Alleanza Nazionale                        | 834    | 9,74   | 4     |
| Giovanni Paolo Biral                      | 3.156  | 31,15  | 1     |
| I Democratici                             | 952    | 11,12  | 1     |
| Progressisti per Villorba                 | 870    | 10,16  | 1     |
| Partito Popolare Italiano                 | 827    | 9,66   | 1     |
| Giuseppe Boaretto                         | 2.455  | 24,23  | 1     |
| Lega Nord                                 | 1.871  | 21,85  | 2     |
| Vivere Villorba                           | 190    | 2,22   | -     |
| Ivano Breda                               | 1.301  | 12,84  | 1     |
| La Nostra Villorba                        | 1.161  | 13,56  | -     |
| Renato Pani                               | 489    | 4,83   | -     |
| Federazione dei Verdi-Altri               | 440    | 5,14   | -     |
| Totale alle liste                         | 8.562  | 100,00 | 17    |
| TOTALE                                    | 10.131 | 100,00 | 20    |

### Vittorio Veneto
| Candidati e Liste                  | Voti   | %      | Seggi |
| ---------------------------------- | ------ | ------ | ----- |
| Giancarlo Scottà                   | 3.301  | 19,41  | -     |
| Lega Nord                          | 2.314  | 15,46  | 11    |
| Lista San Marco                    | 392    | 2,62   | 1     |
| Antonio Dalla Libera               | 4.848  | 28,51  | 1     |
| Democratici di Sinistra            | 1.813  | 12,11  | 2     |
| Partito Popolare Italiano          | 1.587  | 10,60  | 1     |
| I Democratici                      | 785    | 5,24   | -     |
| Barbara Saltini De Bastiani        | 3.244  | 19,08  | 1     |
| Forza Italia                       | 1.513  | 10,11  | 1     |
| Alleanza Nazionale                 | 861    | 5,75   | -     |
| Centro Cristiano Democratico       | 459    | 3,07   | -     |
| Giorgio Giuseppe Della Giustina    | 2.540  | 14,94  | 1     |
| Vittorio Nuova                     | 2.420  | 16,17  | 1     |
| Michele De Bertolis                | 1.058  | 6,22   | -     |
| Socialisti Vittoriesi Nordest      | 962    | 6,43   | -     |
| Roberto De Noni                    | 1.001  | 5,89   | -     |
| Liga Veneta Repubblica             | 905    | 6,05   | -     |
| Dante Pilat                        | 477    | 2,80   | -     |
| Rifondazione Comunista             | 461    | 3,08   | -     |
| Vittorio De Savorgnani             | 396    | 2,33   | -     |
| Federazione dei Verdi-Altri        | 364    | 2,43   | -     |
| Corrado Agostinetto                | 141    | 0,83   | -     |
| Movimento Sociale Fiamma Tricolore | 132    | 0,88   | -     |
| Totale alle liste                  | 14.968 | 100,00 | 18    |
| TOTALE                             | 17.006 | 100,00 | 20    |

## Verona

### Legnago
| Candidati e Liste                                                | Voti   | %      | Seggi |
| ---------------------------------------------------------------- | ------ | ------ | ----- |
| Silvio Gandini                                                   | 4.760  | 31,47  | -     |
| Legnago Viva-Legnago Solidale                                    | 4.447  | 31,36  | 12    |
| Gabriella Zanferrari Ambroso                                     | 5.296  | 35,02  | 1     |
| Forza Italia                                                     | 2.457  | 17,33  | 2     |
| Alleanza Nazionale                                               | 1.291  | 9,10   | 1     |
| È per Legnago                                                    | 1.137  | 8,02   | 1     |
| Giuseppe Masin                                                   | 1.268  | 8,38   | 1     |
| Rifondazione Comunista-Federazione Laburista-Legnago Democratica | 1.217  | 8,58   | -     |
| Renzo Massaron                                                   | 2.883  | 17,28  | 1     |
| Impegno per Legnago-Partito Socialista                           | 1.068  | 7,53   | -     |
| Roberto Rettondini                                               | 1.112  | 7,35   | 1     |
| Lega Nord                                                        | 1.043  | 7,35   | -     |
| Gianfranco Luigi Buoso                                           | 633    | 4,19   | -     |
| Socialisti Democratici Italiani                                  | 608    | 4,29   | -     |
| Agostino Rossini                                                 | 614    | 4,06   | -     |
| Centro Cristiano Democratico                                     | 602    | 4,25   | -     |
| Alessandro Falamischia                                           | 327    | 2,16   | -     |
| Liga Veneta Repubblica                                           | 311    | 2,19   | -     |
| Totale alle liste                                                | 14.181 | 100,00 | 16    |
| TOTALE                                                           | 15.124 | 100,00 | 20    |

### Villafranca di Verona
| Candidati e Liste                         | Voti   | %      | Seggi |
| ----------------------------------------- | ------ | ------ | ----- |
| Maurizio Facincani                        | 11.127 | 61,39  | -     |
| Centro Cristiano Democratico              | 3.924  | 24,14  | 5     |
| Forza Italia                              | 3.371  | 20,74  | 5     |
| Alleanza Nazionale                        | 1.309  | 8,05   | 2     |
| Cristiani Democratici Uniti               | 1.235  | 7,60   | 1     |
| Dario Cordioli                            | 4.395  | 24,25  | 1     |
| Partito Popolare Italiano                 | 1.606  | 9,88   | 2     |
| Sviluppo e Solidarietà Villafranca Cambia | 1.333  | 8,20   | 1     |
| Sinistra Unita                            | 1.011  | 6,22   | 1     |
| Lino Massagrande                          | 1.047  | 5,78   | 1     |
| Lega Nord                                 | 969    | 5,96   | -     |
| Marco Battistoni                          | 1.036  | 5,72   | 1     |
| Il Gabbiano                               | 995    | 6,12   | -     |
| Adriano Adami                             | 521    | 2,87   | -     |
| Socialisti Democratici Italiani           | 501    | 3,08   | -     |
| Totale alle liste                         | 16.254 | 100,00 | 17    |
| TOTALE                                    | 18.126 | 100,00 | 20    |

## Vicenza

### Arzignano
| Candidati e Liste               | Voti   | %      | Seggi |
| ------------------------------- | ------ | ------ | ----- |
| Gianfranco Signorin             | 6.422  | 46,06  | -     |
| Con Signorin per Arzignano      | 4.022  | 33,34  | 9     |
| Per Arzignano                   | 916    | 7,59   | 2     |
| I Democratici                   | 714    | 5,92   | 1     |
| Franco Colladon                 | 4.482  | 32,14  | 1     |
| Lega Nord                       | 1.827  | 15,15  | 2     |
| Lista Civica di Centro          | 1.581  | 13,11  | 2     |
| Veneti Federalisti              | 301    | 2,50   | -     |
| Beatrice Marchezzolo Castegnaro | 2.666  | 19,12  | 1     |
| Forza Italia                    | 1.822  | 15,11  | 2     |
| Alleanza Nazionale              | 557    | 4,62   | -     |
| Luciano Panato                  | 374    | 2,68   | -     |
| Rifondazione Comunista          | 322    | 2,67   | -     |
| Totale alle liste               | 12.062 | 100,00 | 18    |
| TOTALE                          | 13.944 | 100,00 | 20    |

### Bassano del Grappa
| Candidati e Liste               | Voti   | %      | Seggi |
| ------------------------------- | ------ | ------ | ----- |
| Giampaolo Bizzotto              | 7.608  | 31,60  | -     |
| Forza Italia                    | 4.638  | 21,75  | 13    |
| Alleanza Nazionale              | 2.029  | 9,51   | 5     |
| Pier Domenico Bonomo            | 5.655  | 23,49  | 1     |
| Progressisti per Bassano        | 2.654  | 12,44  | 3     |
| Partito Popolare Italiano       | 1.286  | 6,03   | 1     |
| Democratici per Bassano         | 713    | 3,34   | -     |
| Federazione dei Verdi           | 369    | 1,73   | -     |
| Dario Bernardi                  | 3.531  | 14,67  | 1     |
| Bassano Futura                  | 3.272  | 15,34  | 2     |
| Giuseppe Carlo Milani           | 2.876  | 11,95  | 1     |
| Lega Nord                       | 1.576  | 7,39   | 1     |
| Bassano 2000                    | 776    | 3,64   | -     |
| Stefano Cimatti                 | 2.051  | 8,52   | 1     |
| Democratici di Centro (CCD-CDU) | 1.911  | 8,96   | -     |
| Alfredo Tessarolo               | 1.064  | 4,42   | 1     |
| Liga Veneta Repubblica          | 971    | 4,55   | -     |
| Margherita Maria Marin Narduzzo | 847    | 3,52   | -     |
| Il Ponte dei Democratici        | 761    | 3,57   | -     |
| Gianluigi Compostella           | 443    | 1,84   | -     |
| Socialisti Democratici Italiani | 373    | 1,75   | -     |
| Totale alle liste               | 21.329 | 100,00 | 25    |
| TOTALE                          | 24.075 | 100,00 | 30    |

### Montecchio Maggiore
| Candidati e Liste                            | Voti   | %      | Seggi |
| -------------------------------------------- | ------ | ------ | ----- |
| Giuseppe Ceccato                             | 6.194  | 48,75  | -     |
| Lega Nord                                    | 3.349  | 32,38  | 9     |
| Montecchio Città                             | 1.205  | 11,65  | 3     |
| Luciano Romio                                | 2.494  | 19,63  | 1     |
| Vivi Montecchio                              | 1.093  | 10,57  | 1     |
| Popolari Democratici per Montecchio Maggiore | 971    | 9,39   | 1     |
| Giuseppe Antonio Isidoro Corà                | 2.031  | 15,99  | 1     |
| Forza Italia                                 | 1.482  | 14,33  | 2     |
| Alleanza Nazionale                           | 435    | 4,21   | -     |
| Maurizio Scalabrin                           | 1.197  | 9,42   | 1     |
| Montecchio Migliore (DS-ID-FdV)              | 1.093  | 10,57  | 1     |
| Romano Nostrali                              | 392    | 3,09   | -     |
| Liga Veneta Repubblica                       | 350    | 3,38   | -     |
| Maurizio Bisollo                             | 308    | 2,42   | -     |
| Rifondazione Comunista                       | 283    | 2,74   | -     |
| Giampietro Nardon                            | 89     | 0,70   | -     |
| Unione                                       | 81     | 0,78   | -     |
| Totale alle liste                            | 10.342 | 100,00 | 17    |
| TOTALE                                       | 12.705 | 100,00 | 20    |

### Schio
| Candidati e Liste         | Voti   | %      | Seggi |
| ------------------------- | ------ | ------ | ----- |
| Giuseppe Berlato Sella    | 10.937 | 48,74  | -     |
| Partito Popolare Italiano | 4.643  | 24,30  | 9     |
| Democratici di Sinistra   | 2.813  | 14,72  | 6     |
| Per Schio                 | 1.521  | 7,96   | 3     |
| Francesco Dalla Vecchia   | 5.627  | 25,08  | 1     |
| Forza Italia              | 2.304  | 12,06  | 2     |
| Schio Insieme             | 1.688  | 8,83   | 2     |
| Alleanza Nazionale        | 902    | 4,72   | -     |
| Danilo Domenico Balasso   | 2.576  | 11,48  | 1     |
| Liga Veneta Repubblica    | 2.261  | 11,83  | 2     |
| Valter Orsi               | 2.346  | 10,46  | 1     |
| Lega Nord                 | 2.121  | 11,10  | 1     |
| Ezio Simini               | 952    | 4,24   | 1     |
| Rifondazione Comunista    | 856    | 4,48   | -     |
| Totale alle liste         | 19.109 | 100,00 | 26    |
| TOTALE                    | 22.438 | 100,00 | 30    |

### Valdagno
| Candidati e Liste                    | Voti   | %       | Seggi |
| ------------------------------------ | ------ | ------- | ----- |
| Lorenzo Paolo Aldo Bosetti           | 10.816 | 61,44   | -     |
| Scegli Valdagno                      | 5.938  | 39,99   | 9     |
| Lista Civica Valdagno                | 2.610  | 17,58   | 3     |
| Elisa Maria Grigolato                | 3.169  | 18,00   | 1     |
| Forza Italia                         | 1.245  | 8,38    | 1     |
| Iniziativa Popolare Valdagnese       | 698    | 4,70    | 1     |
| Alleanza Nazionale                   | 672    | 4,53    | 1     |
| Movimento per l'Autonomia del Veneto | 218    | 1,47    | -     |
| Gabriele Vencato                     | 2.110  | 11,99   | 1     |
| Lega Nord                            | 2.064  | 13,90   | 2     |
| Vittorio Sandri                      | 882    | 5,01    | 1     |
| Valdagno Libera                      | 825    | 5,56    | -     |
| Vittorio Visonà                      | 628    | 3,57    | -     |
| Liga Veneta Repubblica               | 580    | 3,91    | -     |
| Totale alle liste                    | 14.850 | 100,00  | 17    |
| TOTALE                               | 17.605 | 1,00,00 | 20    |